# Simulium annulus
Simulium annulus är en tvåvingeart som först beskrevs av Carl August Lundström 1911.  Simulium annulus ingår i släktet Simulium, och familjen knott. Arten är reproducerande i Sverige.